# Yuhei Tokunaga
Yuhei Tokunaga, född 25 september 1983 i Nagasaki prefektur, Japan, är en japansk fotbollsspelare.